# Sehaileh
Sehaileh aussi Sehailé (arabe : سهيلة) est un village libanais situé dans le caza du Kesrouan au Mont-Liban. L'altitude moyenne du village est de 550 mètres et sa surface est de 221 hectares. La population est presque exclusivement chrétienne de rite Maronite. 